# Poienile, Iași
Poienile (în trecut, Lingurari-Ursari) este un sat în comuna Dagâța din județul Iași, Moldova, România.